# (500452) 2012 TT200
(500452) 2012 TT200 es un asteroide perteneciente al cinturón de asteroides, descubierto el 9 de octubre de 2007 por el equipo del Mount Lemmon Survey desde el Observatorio del Monte Lemmon, Arizona, Estados Unidos.

## Designación y nombre
Designado provisionalmente como 2012 TT200.

## Características orbitales
2012 TT200 está situado a una distancia media del Sol de 2,954 ua, pudiendo alejarse hasta 3,406 ua y acercarse hasta 2,502 ua. Su excentricidad es 0,152 y la inclinación orbital 3,380 grados. Emplea 1854,78 días en completar una órbita alrededor del Sol.
Los próximos acercamientos a la órbita de Júpiter se producirán el 6 de octubre de 2049, el 5 de abril de 2085 y el 30 de septiembre de 2120, entre otros.

## Características físicas
La magnitud absoluta de 2012 TT200 es 17,5. 